# 王裕德
王裕德（英語：Wang, Yu-Te，1973年5月3日—），臺灣教育界人物，現任臺中市立后綜高級中學校长。

## 簡介
王裕德出生於臺中市，高中就讀臺灣省立臺中高級工業職業學校資訊科；大學在國立彰化師範大學依序取得學士、硕士、博士學位。畢業後到臺中縣立光榮國民中學擔任導師一年，後於2001年8月進入國立臺中女子高級中學服務將近20年，擔任過教师、設備組長、教學組長、總務主任、圖書館主任、教務主任等職位。2013年獲得教育部優秀教育人員獎；2018年更榮獲臺中市師鐸獎及優良教育人員等殊榮。2020年，時任臺中女中教務主任的王裕德參加臺中市高級中學校长遴選，最後當選臺中市立后綜高級中學校長。7月31日，臺中市市長盧秀燕親自主持新任校長布達典禮，王裕德正式接替屆齡退休的前校長曾祿喜執掌后綜高中。他以「全人弘道 卓越后綜」為經營理念，分為四大目標：實施全人教育、開展學生潛能；恢弘師道尊嚴、精進專業發展；民主多元參與、卓越精緻教育；永續精進創新、發展學校特色，將后綜高中打造成優秀的教育殿堂。